# Acqua di cloro
Acqua di cloro è la denominazione comune di un preparato chimico, che consiste di una soluzione diluita (≤ 2,5%) di cloro in acqua distillata. Possiede proprietà ossidanti ed è usata come disinfettante, colorante e reagente.
È ottenibile, per esempio, miscelando acido cloridrico e ipoclorito di sodio dando origine alla seguente reazione:
{\displaystyle {\ce {2H+ + Cl- + ClO- -> Cl2 + H2O}}}